# Saint-Étienne-du-Valdonnez
Saint-Étienne-du-Valdonnez is een gemeente in het Franse departement Lozère (regio Occitanie) en telt 562 inwoners (2005). De plaats maakt deel uit van het arrondissement Mende.

## Geografie
De oppervlakte van Saint-Étienne-du-Valdonnez bedraagt 54,9 km², de bevolkingsdichtheid is 10,2 inwoners per km².
De onderstaande kaart toont de ligging van Saint-Étienne-du-Valdonnez met de belangrijkste infrastructuur en aangrenzende gemeenten.

## Demografie
Onderstaande figuur toont het verloop van het inwonertal (bron: INSEE-tellingen).